# Ragnheiður Júlíusdóttir
Ragnheiður Júlíusdóttir (født 10. juni 1997 i Reykjavík, Island) er en kvindelig islandsk håndboldspiller som spiller for Fram og Islands kvindehåndboldlandshold.